# Tonicia horniana
Tonicia horniana is een keverslakkensoort uit de familie van de Chitonidae. De wetenschappelijke naam van de soort is voor het eerst geldig gepubliceerd in 1889 door Rochebrune.